# Zadnji poljub (kratki film, 1999)
Zadnji poljub je slovenski neodvisni kratki film iz leta 1999 in prvo filmsko delo stripovskega avtorja Jurija Medena . Posnet je bil s super 8mm kamero, presnet in zmontiran pa na Beta video formatu.
Film je glasbeno opremila rock skupina Sfiltrom, ki v delu filma tudi nastopa.

### Zgodba
Avtor pripoveduje zgodbo o dekletu, ki tekmuje s časom, da bi poljubilo določeno število mimoidočih fantov. Poljube si zapisuje v knjižico. Nagrajena je s poljubom skrivnostnega lika, naratorja zgodbe in z vstopom v novi svet deklic v belem.

## Kritike
Po mnenju Igorja Prassela gre kljub pomanjkljivostim za dober oz. nadpovprečen amaterski avtorski film in avtorjev obetajoč začetek. Zgodba se mu je zdela na trenutke nejasna in ni vedel, če deklice ponazarjajo angele ali device. Opazil je, da Medenu, ki se tudi v stripih osredotoča na tragikomične zgodbe o odnosih med spoloma, stripovske veščine delno pomagajo pri kadriranju in montaži. Pohvalil je lokacije, fotografijo in melanholično rock glasbo s šansonjerskim petjem vokalistke, vendar je imel na trenutke občutek, da gleda glasbeni spot. Menil je, da bi 15 minut zadostovalo. Zmotil ga je napis filma, zaradi grafike in zaradi tega, ker z dolgim trajanjem film razdeli na dva dela. V avtorjevi fascinaciji nad dolgimi sekvencami in ad hoc rešitvami s prelivi v video montaži je prepoznal najbolj očitne elemente amaterske ravni filma. Prva polovica se mu je zdela dobro skadrirana in zmontirana, druga polovica pa manj dinamična.